# Kostel svatého Petra a Pavla (Petrovice, okres Blansko)
Kostel svatého Petra a Pavla je římskokatolický chrám v Petrovicích v okrese Blansko. Jde o farní kostel římskokatolické farnosti Petrovice u Blanska. Je chráněn jako kulturní památka České republiky.
O farním patronátu je první zmínka roku 1379, Kostel je v jádru možná středověkou stavbou, jejíž současný vzhled je výsledkem přestavby v letech 1733–1735 nákladem 1147 zlatých, donátorem byl Karel Ludvík z Roggendorfu. Kostel byl důkladně opraven roku 1804.
Kolem kostela se nachází hřbitov s ohradní zdí a bránou, u které stojí fara.